# Svetovno prvenstvo v hokeju na ledu 1961
Svetovno prvenstvo v hokeju na ledu 1961 je bilo osemindvajseto Svetovno prvenstvo v hokeju na ledu. Potekalo je med 1. in 12. marcem 1961 v Ženevi in Lausannu, Švica. Zlato medaljo je osvojila kanadska reprezentanca, srebrno češkoslovaška, bronasto pa sovjetska, v konkurenci dvajsetih reprezentanc, četrtič tudi jugoslovanske, ki je osvojila sedemnajsto mesto, po kakovosti razdeljenih v skupine A, B in C.

## Dobitniki medalj
| Zlato | Srebro | Bron |
| KanadaSeth Martin Claude Cyr Fred Fletcher Darryl Sly George Ferguson Harry Smith Ed Christofoli Jack McLeod Hal Jones John McIntyre Norman Lenardon David Rusnell Walter Peacosh Cal Hockley Mike Lagace Adolphe Tambellini Robert Kromm Gerry Penner | ČeškoslovaškaJosef Mikoláš Vladimír Nadrchal Rudolf Potsch Jan Kasper František Gregor Stanislav Sventek Jaromír Bünter Vlastimil Bubník Václav Pantůček Bohumil Prošek Ján Starší František Vaněk Miroslav Vlach Jiří Dolana Luděk Bukač Josef Černý Zdeněk Kepák | Sovjetska zvezaVladimir Činov Viktor Konovalenko Aleksander Ragulin Genrih Sidorenkov Nikolaj Snetkov Nikolaj Sologubov Ivan Tregubov Vladimir Brežnjev Venjamin Aleksandrov Aleksander Almetov Viktor Jakušev Vladimir Jurzinov Konstantin Loktev Boris Majorov Jevgenij Majorov Vjačeslav Staršinov Viktor Ciplakov |

## Kvalifikacije
*-po podaljšku.

### Za Skupino A
| 1. marec 1961 | Švica | 5:6* | Zahodna Nemčija | Ženeva, Švica |

| Poročilo tekme      | Poročilo tekme | Poročilo tekme | Poročilo tekme | Poročilo tekme |
| ------------------- | -------------- | -------------- | -------------- | -------------- |
| Začetek: ni podatka |                |                |                |                |

| 2. marec 1961 | Vzhodna Nemčija | 6:3 | Norveška | Lausanne, Švica |

| Poročilo tekme      | Poročilo tekme | Poročilo tekme | Poročilo tekme | Poročilo tekme |
| ------------------- | -------------- | -------------- | -------------- | -------------- |
| Začetek: ni podatka |                |                |                |                |

### Za Skupino B
| 2. marec 1961 | Avstrija | 6:5 | Romunija | Ženeva, Švica |

| Poročilo tekme      | Poročilo tekme | Poročilo tekme | Poročilo tekme | Poročilo tekme |
| ------------------- | -------------- | -------------- | -------------- | -------------- |
| Začetek: ni podatka |                |                |                |                |

| 2. marec 1961 | Združeno kraljestvo | 18:1 | Belgija | Ženeva, Švica |

| Poročilo tekme      | Poročilo tekme | Poročilo tekme | Poročilo tekme | Poročilo tekme |
| ------------------- | -------------- | -------------- | -------------- | -------------- |
| Začetek: ni podatka |                |                |                |                |

## Tekme

### Skupina A
| 2. marec 1961 | Kanada | 6:1 | Švedska | Ženeva, Švica |

| Poročilo tekme      | Poročilo tekme | Poročilo tekme | Poročilo tekme | Poročilo tekme |
| ------------------- | -------------- | -------------- | -------------- | -------------- |
| Začetek: ni podatka |                |                |                |                |

| 2. marec 1961 | Češkoslovaška | 6:0 | Finska | Lausanne, Švica |

| Poročilo tekme      | Poročilo tekme | Poročilo tekme | Poročilo tekme | Poročilo tekme |
| ------------------- | -------------- | -------------- | -------------- | -------------- |
| Začetek: ni podatka |                |                |                |                |

| 2. marec 1961 | Sovjetska zveza | 13:2 | ZDA | Lausanne, Švica |

| Poročilo tekme      | Poročilo tekme | Poročilo tekme | Poročilo tekme | Poročilo tekme |
| ------------------- | -------------- | -------------- | -------------- | -------------- |
| Začetek: ni podatka |                |                |                |                |

| 4. marec 1961 | Češkoslovaška | 4:1 | ZDA | Ženeva, Švica |

| Poročilo tekme      | Poročilo tekme | Poročilo tekme | Poročilo tekme | Poročilo tekme |
| ------------------- | -------------- | -------------- | -------------- | -------------- |
| Začetek: ni podatka |                |                |                |                |

| 4. marec 1961 | Finska | 6:4 | Vzhodna Nemčija | Ženeva, Švica |

| Poročilo tekme      | Poročilo tekme | Poročilo tekme | Poročilo tekme | Poročilo tekme |
| ------------------- | -------------- | -------------- | -------------- | -------------- |
| Začetek: ni podatka |                |                |                |                |

| 4. marec 1961 | Kanada | 9:1 | Zahodna Nemčija | Lausanne, Švica |

| Poročilo tekme      | Poročilo tekme | Poročilo tekme | Poročilo tekme | Poročilo tekme |
| ------------------- | -------------- | -------------- | -------------- | -------------- |
| Začetek: ni podatka |                |                |                |                |

| 4. marec 1961 | Sovjetska zveza | 6:2 | Švedska | Lausanne, Švica |

| Poročilo tekme      | Poročilo tekme | Poročilo tekme | Poročilo tekme | Poročilo tekme |
| ------------------- | -------------- | -------------- | -------------- | -------------- |
| Začetek: ni podatka |                |                |                |                |

| 5. marec 1961 | Kanada | 7:4 | ZDA | Ženeva, Švica |

| Poročilo tekme      | Poročilo tekme | Poročilo tekme | Poročilo tekme | Poročilo tekme |
| ------------------- | -------------- | -------------- | -------------- | -------------- |
| Začetek: ni podatka |                |                |                |                |

| 5. marec 1961 | Češkoslovaška | 6:0 | Zahodna Nemčija | Ženeva, Švica |

| Poročilo tekme      | Poročilo tekme | Poročilo tekme | Poročilo tekme | Poročilo tekme |
| ------------------- | -------------- | -------------- | -------------- | -------------- |
| Začetek: ni podatka |                |                |                |                |

| 5. marec 1961 | Švedska | 3:2 | Vzhodna Nemčija | Lausanne, Švica |

| Poročilo tekme      | Poročilo tekme | Poročilo tekme | Poročilo tekme | Poročilo tekme |
| ------------------- | -------------- | -------------- | -------------- | -------------- |
| Začetek: ni podatka |                |                |                |                |

| 5. marec 1961 | Sovjetska zveza | 7:3 | Finska | Ženeva, Švica |

| Poročilo tekme      | Poročilo tekme | Poročilo tekme | Poročilo tekme | Poročilo tekme |
| ------------------- | -------------- | -------------- | -------------- | -------------- |
| Začetek: ni podatka |                |                |                |                |

| 7. marec 1961 | Švedska | 6:4 | Finska | Ženeva, Švica |

| Poročilo tekme      | Poročilo tekme | Poročilo tekme | Poročilo tekme | Poročilo tekme |
| ------------------- | -------------- | -------------- | -------------- | -------------- |
| Začetek: ni podatka |                |                |                |                |

| 7. marec 1961 | Češkoslovaška | 6:4 | Sovjetska zveza | Ženeva, Švica |

| Poročilo tekme      | Poročilo tekme | Poročilo tekme | Poročilo tekme | Poročilo tekme |
| ------------------- | -------------- | -------------- | -------------- | -------------- |
| Začetek: ni podatka |                |                |                |                |

| 7. marec 1961 | ZDA | 4:4 | Zahodna Nemčija | Lausanne, Švica |

| Poročilo tekme      | Poročilo tekme | Poročilo tekme | Poročilo tekme | Poročilo tekme |
| ------------------- | -------------- | -------------- | -------------- | -------------- |
| Začetek: ni podatka |                |                |                |                |

| 7. marec 1961 | Kanada | 5:2 | Vzhodna Nemčija | Lausanne, Švica |

| Poročilo tekme      | Poročilo tekme | Poročilo tekme | Poročilo tekme | Poročilo tekme |
| ------------------- | -------------- | -------------- | -------------- | -------------- |
| Začetek: ni podatka |                |                |                |                |

| 8. marec 1961 | Švedska | 12:1 | Zahodna Nemčija | Ženeva, Švica |

| Poročilo tekme      | Poročilo tekme | Poročilo tekme | Poročilo tekme | Poročilo tekme |
| ------------------- | -------------- | -------------- | -------------- | -------------- |
| Začetek: ni podatka |                |                |                |                |

| 8. marec 1961 | ZDA | 5:6 | Vzhodna Nemčija | Lausanne, Švica |

| Poročilo tekme      | Poročilo tekme | Poročilo tekme | Poročilo tekme | Poročilo tekme |
| ------------------- | -------------- | -------------- | -------------- | -------------- |
| Začetek: ni podatka |                |                |                |                |

| 9. marec 1961 | Sovjetska zveza | 9:1 | Vzhodna Nemčija | Ženeva, Švica |

| Poročilo tekme      | Poročilo tekme | Poročilo tekme | Poročilo tekme | Poročilo tekme |
| ------------------- | -------------- | -------------- | -------------- | -------------- |
| Začetek: ni podatka |                |                |                |                |

| 9. marec 1961 | Finska | 3:3 | Zahodna Nemčija | Ženeva, Švica |

| Poročilo tekme      | Poročilo tekme | Poročilo tekme | Poročilo tekme | Poročilo tekme |
| ------------------- | -------------- | -------------- | -------------- | -------------- |
| Začetek: ni podatka |                |                |                |                |

| 9. marec 1961 | Kanada | 1:1 | Češkoslovaška | Lausanne, Švica |

| Poročilo tekme      | Poročilo tekme | Poročilo tekme | Poročilo tekme | Poročilo tekme |
| ------------------- | -------------- | -------------- | -------------- | -------------- |
| Začetek: ni podatka |                |                |                |                |

| 11. marec 1961 | Češkoslovaška | 5:1 | Vzhodna Nemčija | Ženeva, Švica |

| Poročilo tekme      | Poročilo tekme | Poročilo tekme | Poročilo tekme | Poročilo tekme |
| ------------------- | -------------- | -------------- | -------------- | -------------- |
| Začetek: ni podatka |                |                |                |                |

| 11. marec 1961 | Švedska | 7:3 | ZDA | Ženeva, Švica |

| Poročilo tekme      | Poročilo tekme | Poročilo tekme | Poročilo tekme | Poročilo tekme |
| ------------------- | -------------- | -------------- | -------------- | -------------- |
| Začetek: ni podatka |                |                |                |                |

| 11. marec 1961 | Sovjetska zveza | 11:1 | Zahodna Nemčija | Lausanne, Švica |

| Poročilo tekme      | Poročilo tekme | Poročilo tekme | Poročilo tekme | Poročilo tekme |
| ------------------- | -------------- | -------------- | -------------- | -------------- |
| Začetek: ni podatka |                |                |                |                |

| 11. marec 1961 | Kanada | 12:1 | Finska | Lausanne, Švica |

| Poročilo tekme      | Poročilo tekme | Poročilo tekme | Poročilo tekme | Poročilo tekme |
| ------------------- | -------------- | -------------- | -------------- | -------------- |
| Začetek: ni podatka |                |                |                |                |

| 12. marec 1961 | Kanada | 5:1 | Sovjetska zveza | Ženeva, Švica |

| Poročilo tekme      | Poročilo tekme | Poročilo tekme | Poročilo tekme | Poročilo tekme |
| ------------------- | -------------- | -------------- | -------------- | -------------- |
| Začetek: ni podatka |                |                |                |                |

| 12. marec 1961 | Češkoslovaška | 5:2 | Švedska | Lausanne, Švica |

| Poročilo tekme      | Poročilo tekme | Poročilo tekme | Poročilo tekme | Poročilo tekme |
| ------------------- | -------------- | -------------- | -------------- | -------------- |
| Začetek: ni podatka |                |                |                |                |

| 12. marec 1961 | ZDA | 5:2 | Finska | Lausanne, Švica |

| Poročilo tekme      | Poročilo tekme | Poročilo tekme | Poročilo tekme | Poročilo tekme |
| ------------------- | -------------- | -------------- | -------------- | -------------- |
| Začetek: ni podatka |                |                |                |                |

| 9. marec 1961 | Vzhodna Nemčija | 5:0 (b.b) | Zahodna Nemčija | Ženeva, Švica |

| Poročilo tekme      | Poročilo tekme | Poročilo tekme | Poročilo tekme | Poročilo tekme |
| ------------------- | -------------- | -------------- | -------------- | -------------- |
| Začetek: ni podatka |                |                |                |                |

#### Lestvica
OT-odigrane tekme, z-zmage, n-neodločeni izidi, P-porazi, DG-doseženo goli, PG-prejeti goli, GR-gol razlika, T-točke.
| # | Reprezentanca   | OT | Z | N | P | DG | PG | GR  | T  |
| - | --------------- | -- | - | - | - | -- | -- | --- | -- |
| 1 | Kanada          | 7  | 6 | 1 | 0 | 45 | 11 | +34 | 13 |
| 2 | Češkoslovaška   | 7  | 6 | 1 | 0 | 33 | 9  | +24 | 13 |
| 3 | Sovjetska zveza | 7  | 5 | 0 | 2 | 51 | 20 | +31 | 10 |
| 4 | Švedska         | 7  | 4 | 0 | 3 | 33 | 27 | +6  | 8  |
| 5 | Vzhodna Nemčija | 7  | 2 | 0 | 5 | 21 | 33 | -12 | 4  |
| 6 | ZDA             | 7  | 1 | 1 | 5 | 24 | 43 | -19 | 3  |
| 7 | Finska          | 7  | 1 | 1 | 5 | 19 | 43 | -24 | 3  |
| 8 | Zahodna Nemčija | 7  | 0 | 2 | 5 | 10 | 50 | -40 | 2  |

### Skupina B
| 3. marec 1961 | Švica | 0:6 | Norveška | Ženeva, Švica |

| Poročilo tekme      | Poročilo tekme | Poročilo tekme | Poročilo tekme | Poročilo tekme |
| ------------------- | -------------- | -------------- | -------------- | -------------- |
| Začetek: ni podatka |                |                |                |                |

| 3. marec 1961 | Združeno kraljestvo | 10:2 | Avstrija | Lausanne, Švica |

| Poročilo tekme      | Poročilo tekme | Poročilo tekme | Poročilo tekme | Poročilo tekme |
| ------------------- | -------------- | -------------- | -------------- | -------------- |
| Začetek: ni podatka |                |                |                |                |

| 3. marec 1961 | Italija | 5:3 | Poljska | Lausanne, Švica |

| Poročilo tekme      | Poročilo tekme | Poročilo tekme | Poročilo tekme | Poročilo tekme |
| ------------------- | -------------- | -------------- | -------------- | -------------- |
| Začetek: ni podatka |                |                |                |                |

| 5. marec 1961 | Italija | 7:2 | Avstrija | Ženeva, Švica |

| Poročilo tekme      | Poročilo tekme | Poročilo tekme | Poročilo tekme | Poročilo tekme |
| ------------------- | -------------- | -------------- | -------------- | -------------- |
| Začetek: ni podatka |                |                |                |                |

| 6. marec 1961 | Norveška | 5:3 | Poljska | Ženeva, Švica |

| Poročilo tekme      | Poročilo tekme | Poročilo tekme | Poročilo tekme | Poročilo tekme |
| ------------------- | -------------- | -------------- | -------------- | -------------- |
| Začetek: ni podatka |                |                |                |                |

| 6. marec 1961 | Združeno kraljestvo | 3:3 | Italija | Ženeva, Švica |

| Poročilo tekme      | Poročilo tekme | Poročilo tekme | Poročilo tekme | Poročilo tekme |
| ------------------- | -------------- | -------------- | -------------- | -------------- |
| Začetek: ni podatka |                |                |                |                |

| 6. marec 1961 | Švica | 9:1 | Avstrija | Lausanne, Švica |

| Poročilo tekme      | Poročilo tekme | Poročilo tekme | Poročilo tekme | Poročilo tekme |
| ------------------- | -------------- | -------------- | -------------- | -------------- |
| Začetek: ni podatka |                |                |                |                |

| 7. marec 1961 | Švica | 1:3 | Poljska | Lausanne, Švica |

| Poročilo tekme      | Poročilo tekme | Poročilo tekme | Poročilo tekme | Poročilo tekme |
| ------------------- | -------------- | -------------- | -------------- | -------------- |
| Začetek: ni podatka |                |                |                |                |

| 9. marec 1961 | Združeno kraljestvo | 3:2 | Poljska | Ženeva, Švica |

| Poročilo tekme      | Poročilo tekme | Poročilo tekme | Poročilo tekme | Poročilo tekme |
| ------------------- | -------------- | -------------- | -------------- | -------------- |
| Začetek: ni podatka |                |                |                |                |

| 9. marec 1961 | Norveška | 7:2 | Avstrija | Lausanne, Švica |

| Poročilo tekme      | Poročilo tekme | Poročilo tekme | Poročilo tekme | Poročilo tekme |
| ------------------- | -------------- | -------------- | -------------- | -------------- |
| Začetek: ni podatka |                |                |                |                |

| 10. marec 1961 | Poljska | 3:2 | Avstrija | Ženeva, Švica |

| Poročilo tekme      | Poročilo tekme | Poročilo tekme | Poročilo tekme | Poročilo tekme |
| ------------------- | -------------- | -------------- | -------------- | -------------- |
| Začetek: ni podatka |                |                |                |                |

| 10. marec 1961 | Norveška | 7:1 | Italija | Ženeva, Švica |

| Poročilo tekme      | Poročilo tekme | Poročilo tekme | Poročilo tekme | Poročilo tekme |
| ------------------- | -------------- | -------------- | -------------- | -------------- |
| Začetek: ni podatka |                |                |                |                |

| 10. marec 1961 | Švica | 2:2 | Združeno kraljestvo | Lausanne, Švica |

| Poročilo tekme      | Poročilo tekme | Poročilo tekme | Poročilo tekme | Poročilo tekme |
| ------------------- | -------------- | -------------- | -------------- | -------------- |
| Začetek: ni podatka |                |                |                |                |

| 11. marec 1961 | Švica | 5:3 | Italija | Ženeva, Švica |

| Poročilo tekme      | Poročilo tekme | Poročilo tekme | Poročilo tekme | Poročilo tekme |
| ------------------- | -------------- | -------------- | -------------- | -------------- |
| Začetek: ni podatka |                |                |                |                |

| 12. marec 1961 | Norveška | 2:3 | Združeno kraljestvo | Lausanne, Švica |

| Poročilo tekme      | Poročilo tekme | Poročilo tekme | Poročilo tekme | Poročilo tekme |
| ------------------- | -------------- | -------------- | -------------- | -------------- |
| Začetek: ni podatka |                |                |                |                |

#### Lestvica
OT-odigrane tekme, z-zmage, n-neodločeni izidi, P-porazi, DG-doseženo goli, PG-prejeti goli, GR-gol razlika, T-točke.
| #  | Reprezentanca       | OT | Z | N | P | DG | PG | GR  | T |
| -- | ------------------- | -- | - | - | - | -- | -- | --- | - |
| 9  | Norveška            | 5  | 4 | 0 | 1 | 27 | 9  | +18 | 8 |
| 10 | Združeno kraljestvo | 5  | 3 | 2 | 0 | 21 | 11 | +10 | 8 |
| 11 | Švica               | 5  | 2 | 1 | 2 | 17 | 15 | +2  | 5 |
| 12 | Italija             | 5  | 2 | 1 | 2 | 19 | 20 | -1  | 5 |
| 13 | Poljska             | 5  | 1 | 0 | 4 | 13 | 17 | -4  | 2 |
| 14 | Avstrija            | 5  | 1 | 0 | 4 | 10 | 35 | -25 | 2 |

### Skupina C
| 3. marec 1961 | Francija | 7:3 | Nizozemska | Ženeva, Švica |

| Poročilo tekme      | Poročilo tekme | Poročilo tekme | Poročilo tekme | Poročilo tekme |
| ------------------- | -------------- | -------------- | -------------- | -------------- |
| Začetek: ni podatka |                |                |                |                |

| 3. marec 1961 | Romunija | 22:1 | Belgija | Ženeva, Švica |

| Poročilo tekme      | Poročilo tekme | Poročilo tekme | Poročilo tekme | Poročilo tekme |
| ------------------- | -------------- | -------------- | -------------- | -------------- |
| Začetek: ni podatka |                |                |                |                |

| 3. marec 1961 | Jugoslavija | 12:3 | Južna Afrika | Lausanne, Švica |

| Poročilo tekme      | Poročilo tekme | Poročilo tekme | Poročilo tekme | Poročilo tekme |
| ------------------- | -------------- | -------------- | -------------- | -------------- |
| Začetek: ni podatka |                |                |                |                |

| 4. marec 1961 | Jugoslavija | 9:2 | Nizozemska | Ženeva, Švica |

| Poročilo tekme      | Poročilo tekme | Poročilo tekme | Poročilo tekme | Poročilo tekme |
| ------------------- | -------------- | -------------- | -------------- | -------------- |
| Začetek: ni podatka |                |                |                |                |

| 5. marec 1961 | Romunija | 14:0 | Južna Afrika | Lausanne, Švica |

| Poročilo tekme      | Poročilo tekme | Poročilo tekme | Poročilo tekme | Poročilo tekme |
| ------------------- | -------------- | -------------- | -------------- | -------------- |
| Začetek: ni podatka |                |                |                |                |

| 6. marec 1961 | Južna Afrika | 4:8 | Nizozemska | Ženeva, Švica |

| Poročilo tekme      | Poročilo tekme | Poročilo tekme | Poročilo tekme | Poročilo tekme |
| ------------------- | -------------- | -------------- | -------------- | -------------- |
| Začetek: ni podatka |                |                |                |                |

| 6. marec 1961 | Francija | 10:0 | Belgija | Lausanne, Švica |

| Poročilo tekme      | Poročilo tekme | Poročilo tekme | Poročilo tekme | Poročilo tekme |
| ------------------- | -------------- | -------------- | -------------- | -------------- |
| Začetek: ni podatka |                |                |                |                |

| 6. marec 1961 | Romunija | 12:1 | Jugoslavija | Lausanne, Švica |

| Poročilo tekme      | Poročilo tekme | Poročilo tekme | Poročilo tekme | Poročilo tekme |
| ------------------- | -------------- | -------------- | -------------- | -------------- |
| Začetek: ni podatka |                |                |                |                |

| 7. marec 1961 | Francija | 11:2 | Južna Afrika | Ženeva, Švica |

| Poročilo tekme      | Poročilo tekme | Poročilo tekme | Poročilo tekme | Poročilo tekme |
| ------------------- | -------------- | -------------- | -------------- | -------------- |
| Začetek: ni podatka |                |                |                |                |

| 8. marec 1961 | Jugoslavija | 10:2 | Belgija | Ženeva, Švica |

| Poročilo tekme      | Poročilo tekme | Poročilo tekme | Poročilo tekme | Poročilo tekme |
| ------------------- | -------------- | -------------- | -------------- | -------------- |
| Začetek: ni podatka |                |                |                |                |

| 8. marec 1961 | Romunija | 12:0 | Nizozemska | Ženeva, Švica |

| Poročilo tekme      | Poročilo tekme | Poročilo tekme | Poročilo tekme | Poročilo tekme |
| ------------------- | -------------- | -------------- | -------------- | -------------- |
| Začetek: ni podatka |                |                |                |                |

| 9. marec 1961 | Francija | 3:2 | Jugoslavija | Lausanne, Švica |

| Poročilo tekme      | Poročilo tekme | Poročilo tekme | Poročilo tekme | Poročilo tekme |
| ------------------- | -------------- | -------------- | -------------- | -------------- |
| Začetek: ni podatka |                |                |                |                |

| 10. marec 1961 | Romunija | 9:3 | Francija | Ženeva, Švica |

| Poročilo tekme      | Poročilo tekme | Poročilo tekme | Poročilo tekme | Poročilo tekme |
| ------------------- | -------------- | -------------- | -------------- | -------------- |
| Začetek: ni podatka |                |                |                |                |

| 10. marec 1961 | Nizozemska | 5:4 | Belgija | Lausanne, Švica |

| Poročilo tekme      | Poročilo tekme | Poročilo tekme | Poročilo tekme | Poročilo tekme |
| ------------------- | -------------- | -------------- | -------------- | -------------- |
| Začetek: ni podatka |                |                |                |                |

| 11. marec 1961 | Južna Afrika | 9:2 | Belgija | Lausanne, Švica |

| Poročilo tekme      | Poročilo tekme | Poročilo tekme | Poročilo tekme | Poročilo tekme |
| ------------------- | -------------- | -------------- | -------------- | -------------- |
| Začetek: ni podatka |                |                |                |                |

#### Lestvica
OT-odigrane tekme, z-zmage, n-neodločeni izidi, P-porazi, DG-doseženo goli, PG-prejeti goli, GR-gol razlika, T-točke.
| #  | Reprezentanca | OT | Z | N | P | DG | PG | GR  | T  |
| -- | ------------- | -- | - | - | - | -- | -- | --- | -- |
| 15 | Romunija      | 5  | 5 | 0 | 0 | 69 | 5  | +64 | 10 |
| 16 | Francija      | 5  | 4 | 0 | 1 | 34 | 16 | +18 | 8  |
| 17 | Jugoslavija   | 5  | 3 | 0 | 2 | 34 | 22 | +12 | 6  |
| 18 | Nizozemska    | 5  | 2 | 0 | 3 | 18 | 36 | -18 | 4  |
| 19 | Južna Afrika  | 5  | 1 | 0 | 4 | 18 | 45 | -27 | 2  |
| 20 | Belgija       | 5  | 0 | 0 | 5 | 9  | 56 | -47 | 0  |

## Končni vrstni red
1. Kanada
2. Češkoslovaška
3. Sovjetska zveza
4. Švedska
5. Vzhodna Nemčija
6. ZDA
7. Finska
8. Zahodna Nemčija
9. Norveška
10. Združeno kraljestvo
11. Švica
12. Italija
13. Poljska
14. Avstrija
15. Romunija
16. Francija
17. Jugoslavija
18. Nizozemska
19. Južna Afrika
20. Belgija